# Georgi Kuschitaschwili
Georgi Mischaewitsch Kuschitaschwili (russisch Георгий Мишаевич Кушиташвили, georgisch გიორგი მიშაევიჩ ყუშიტაშვილი; * 17. November 1995 in Kachetien, Georgien) ist ein russischer und georgischer Profiboxer im Halbschwer- sowie im Cruisergewicht. Er startete von 2015 bis 2020 für die Russische Nationalmannschaft und ab 2022 für die Georgische Nationalmannschaft. Für Georgien wurde er im Jahr 2022 Europameister im Cruisergewicht bis 86 kg.

## Russische Nationalmannschaft
Kuschitaschwili wurde am 17. November 1995 in Georgien geboren. Als kleines Kind zog seine ganze Familie nach Burjatien in Russland um. Dort fing er im Alter von 7 Jahren mit dem Boxen an. Nach wenigen regionalen Erfolgen beschloss Kushitaschvili mit 18 Jahren in die Hauptstadt nach Moskau umzuziehen. Der Durchbruch gelang dem 81 Kilo schweren Boxer dann im Jahr 2015, wo er mit 19 Jahren die Russische U-22 Meisterschaft in Kemerowo und anschließend in Samara die Russische Elite-Meisterschaft gewinnen konnte. In beiden Finalkämpfen besiegte er seinen späteren Dauerrivalen Imam Chatajew aus Tschetschenien. Ein Jahr später verlor er in Orenburg bei der Russischen Meisterschaft gegen den späteren Weltmeister Muslim Gadschimagomedow und gewann Bronze. Er sollte 2017 bei den Europameisterschaften in Charkiw in der Ukraine teilnehmen. Doch aufgrund Einreiseschwierigkeiten wurde sein Ersatzmann Gadschimagomedow bevorzugt und holte Silber. Ende des Jahres holte er wieder Bronze bei den Russischen Meisterschaften.
2018 gewann er beim Internationalen Gubernator Cup in St. Petersburg die Silbermedaille und nahm am Internationalen Länderkampf Russland gegen Kuba teil. Dort verlor er gegen Bektemir Meliqoʻziyev aus Usbekistan beziehungsweise gegen den vierfachen Weltmeister und Olympiasieger Julio César La Cruz. Beim Felix-Stamm-Turnier in Polen setzte er sich gegen den Kasachen Ädilbek Nijasymbetow durch und sicherte sich Gold. Ende des Jahres gewann er zum zweiten Mal den Russischen Meistertitel in Jakutsk. Im Finale bezwang er wieder Imam Chatajew einstimmig nach Punkten. Aufgrund seiner zahlreichen Erfolge wurde er für die Heimweltmeisterschaften in Jekaterinburg nominiert. Hier besiegte er den Waliser Sammy Lee und den Weißrussen Michail Dauhaljawez. Im Viertelfinale traf er wieder auf den Kubaner La Cruz, verlor gegen ihn und scheiterte am Medaillengewinn. Am Ende des Jahres fand am Durchbruchsort von Kuschitaschwili in Samara wieder die Russische Meisterschaft statt. Diese war auch die interne Ausscheidung zwischen Chatajew und Kuschitaschwili, wer zum Olympiaqualifikationsturnier nach London fliegen würde. Im Finale trafen beide aufeinander; Kuschitaschwili hatte knapp mit 2:3 das Nachsehen und verpasste somit die Olympiaqualifikation. Chatajew gewann bei den Spielen Bronze.

## Arrest und Ausschluss aus der russischen Nationalmannschaft
In der Nacht des 1. Februars 2020 wurde Georgi Kuschitaschwili verhaftet, weil er einem Polizisten die Nase gebrochen hatte und in seiner Jackentasche Drogen gefunden worden waren. Da Kuschitaschwili zu diesem Zeitpunkt beim ZSKA Moskau trainierte, wurde der Fall vor dem Militärgericht verhandelt. Er wurde wegen der Körperverletzung zu 200.000 Rubeln Strafe verurteilt. Die Drogen wurden ihm in die Tasche gelegt und gehörten nicht Kuschitaschwili, weswegen er dafür nicht verurteilt worden war. Laut Kuschitaschwili wurde er vom Polizisten provoziert. Er wurde dann auf Initiative des Präsidenten des Weltboxverbandes Umar Kremlev von der russischen Nationalmannschaft ausgeschlossen. Er nahm daraufhin noch für die Moskauer Mannschaft bei der russischen Mannschaftsmeisterschaft teil und gewann dort alle Kämpfe, doch durfte er nicht mehr an der russischen Meisterschaft teilnehmen oder für die Nationalmannschaft boxen.

## Georgische Nationalmannschaft
Im Jahr 2022 bekam Kuschitaschwili ein Angebot, für die georgische Nationalmannschaft zu boxen. Der georgische Staatsbürger nahm dieses Angebot an und debütierte für Georgien beim Golden-Belt-Turnier in Rumänien. Kuschitaschwili stieg vom Halbschwergewicht in Cruisergewicht auf und kämpft nun bis 86 kg. Im Finale dieses Turnieres bezwang er den belgischen WM-Bronze-Medaillengewinner Victor Schelstraete. Bei den Boxeuropameisterschaften 2022 in Jerewan holte er sich den Europameistertitel bis 86 Kilogramm. Er bezwang auf seinem Weg ins Finale den Italiener Brito, den WM-Dritten von Belgrad Mironchinenko und im Halbfinale den Rumänen Aradoaie. Im Finale gewann er einstimmig gegen den Armenier Rafajel Howhannesjan. So konnte Kuschitaschwili für sein Geburtsland den EM-Titel feiern. Im Mai 2023 nahm er als amtierender Europameister an den Weltmeisterschaften in Taschkent teil und konnte in der ersten Runde den Spanier Andy Tamayo 5:0 besiegen. Im Achtelfinale setzte er sich gegen den Boxer aus Angola, Adriana Kiana, ebenfalls mit 5:0 durch. Im Viertelfinale kam es zur Neuauflage des EM-Finales von Jerewan 2022. Kuschitaschwili traf wieder auf den Armenier Rafajel Howhannesjan und bezwang ihn erneut einstimmig nach Punkten. Im Halbfinale traf er auf den amtierenden Weltmeister von Belgrad 2021, den aus Kuba stammenden Aserbaidschaner Loren Alfonso. Nach einem ausgeglichenen Kampf unterlag Kuschitaschwili dem Aserbaidschaner nach Punkten und sicherte im Cruisergewicht bis 86 kg die Bronzemedaille für die Georgische Nationalmannschaft.

## Profikarriere
Neben seiner Karriere im Olympischen Boxen ist Kuschitaschwili auch als Profi aktiv. Er bestritt im Dezember 2021 und im Februar 2022 zwei Profikämpfe in Jekaterinburg, von denen er beide durch technischen K.o. gewinnen konnte.